# Okahao
Okahao ist eine Stadt und Verwaltungssitz des gleichnamigen Wahlkreises in der Region Omusati im Norden Namibias. Okahao hat etwa 4500 Einwohner (Stand 2023) auf einer Fläche von 5,9935 km². Die Stadt lebt von der Landwirtschaft und liegt etwa 70 Kilometer südwestlich von Oshakati, 25 Kilometer von Tsandi und 55 Kilometer von Outapi.
Der Name des Ortes leitet sich vom Oshivambo-Wort „Okaiga“ ab und bedeutet so viel wie „kleines Gefäß zum aufbewahren von Wasser“.
Okahao verfügt über den Flugplatz Okahao, eine Tankstelle, ein Krankenhaus sowie seit 2008 das Shilongo-Einkaufszentrum.

## Geschichte
Die Stadt mit den umliegenden Dörfern ist eng mit der Geschichte der Ongandjera-Könige sowie der finnischen Missionare der heutigen Evangelisch-Lutherischen Kirche in Namibia verbunden. Der Ort ist traditionell als spirituelle Quelle bekannt.

## Kommunalpolitik
Der Stadt steht ein Gemeinderat mit sieben Mitgliedern vor. Bei den Kommunalwahlen 2020 erhielt die SWAPO fünf, die IPC zwei Sitze.

## Bildung
Im Bildungskreis Okahao gibt es nachstehende Schulen, wobei sich lediglich die Okahao Primary School unmittelbar in der Stadt befindet.
- Ankonga Primary School
- Nangombe Combined School
- Okahao Primary School
- Okatutuwa Primary School
- Onetumbo Primary School
- Etalaleko Secondary School
- Omuthitu Combined School
- Shaanika Mashilongo Secondary School

## Söhne und Töchter der Stadt
- Saara Kuugongelwa-Amadhila (* 1967), namibische Premierministerin
- Sonja Smith (* 1990), Investigativjournalistin